# Йохан Пол
Йохан Баптист Емануел Пол (на чешки и на немски: Johann Baptist Emanuel Pohl) е чешки ботаник, ентомолог, геолог и лекар на австрийска служба.

## Биография
Роден в Ческа Каменице, Чехия на 23 февруари 1782 г. През 1808 г. се дипломира в Карловия университет в Прага със степен доктор по медицина. Става преподавател по ботаника в университета и работи като лекар във военните болници в Наход и Прага. Същевременно е и ръководител на университетската библиотека.
През 1817 година, император Франц II жени дъщеря си Леополдина за португалския принц Педро де Алкантара, който по-късно ще стане император на Бразилия под името Педро I. По този повод императорът спонсорира зооложка експедиция в Бразилия, в която освен Йохан Пол са поканени още Йохан Натерер, Йохан фон Спикс и Карл Фридрих Филип фон Мартиус. В продължение на четири години (1817 – 1821) заедно с Йохан Натерер пресичат провинция Минаш Жерайш и от там продължават на северозапад в провинция Гояс, в горния басейн на река Токантинс, където се разделят. Самостоятелно Пол пресича Бразилската планинска земя по десния бряг на река Токантинс от 16º до 7º ю.ш., като събира над 4000 броя ботанически и зооложки колекции. Обработените и сортирани материали са описани в публикуваната от него книга „Reisen im Innern von Brasilien“, B.1 – 2, Wien, 1822 – 1827 (в превод „Пътешествие във Вътрешна Бразилия“).
След завръщането си от Бразилия работи като уредник в Природонаучния музей във Виена до смъртта си на 22 май 1834 година.